# El libro de canciones sueco
El libro de canciones sueco (en sueco 
"Den svenska sångboken") es un libro de canciones en sueco editado en 1997 y escrito por Anders Palm y Johan Stenström. Tiene 331 canciones (en 2003 se editó una nueva versión con 365 canciones). Fue sucedida de por "Barnens svenska sångbok" ("Libro de canciones de los niños sueco") en 1999. 
Los letristas de las 331 canciones incluían a Carl Michael Bellman, Birger Sjöberg, Evert Taube, Lars Forssell, Olle Adolphson, Ulf Lundell, Mikael Wiehe, Lasse Berghagen, Benny Andersson, Eva Dahlgren, Lisa Ekdahl, Lasse Dahlquist y Åsa Jinder.  El libro fue publicado con diversos y referencias sobre las canciones.